# Le Plaisir (album)
 (juin 2022).
Si vous disposez d'ouvrages ou d'articles de référence ou si vous connaissez des sites web de qualité traitant du thème abordé ici, merci de compléter l'article en donnant les références utiles à sa vérifiabilité et en les liant à la section « Notes et références ».
Pour le film de Max Ophüls, voir Le Plaisir.
Pour les articles homonymes, voir Plaisir (homonymie).
Albums de Alain Chamfort
Ce n'est que moi
(2000) Impromptu dans les jardins du Luxembourg
(2005)
Le plaisir est le onzième album studio d'Alain Chamfort sorti en septembre 2003 chez Delabel.
Cet album marque le retour du chanteur, qui a signé chez Delabel à la suite de la rupture de son contrat avec Sony, après la sortie de son précédent album Personne n'est parfait en 1997, qui a reçu un accueil public mitigé et de la compilation Ce n'est que moi en 2000.
Malgré des chansons comme Le grand retour, Les spécialistes et Les beaux yeux de Laure, le disque est un échec commercial. Cet échec fait grand bruit car il entraîne alors la fin du contrat du chanteur avec sa maison de disques.
À la suite de cette affaire, Chamfort tourne le clip des Beaux yeux de Laure, qui parodie la vidéo tournée par Bob Dylan pour Don't look back : Alain Chamfort, sur fond d'usine, effeuille une série de pancartes reprenant les paroles de la chanson, mais aussi commentant avec humour sa situation actuelle; ce clip obtiendra une Victoire de la musique.

## Titres
| No  | Titre                               | Durée |
| --- | ----------------------------------- | ----- |
| 1.  | Le Grand retour                     | 3:59  |
| 2.  | L'hôtel des insomnies               | 3:43  |
| 3.  | La saison des pleurs                | 4:33  |
| 4.  | Charmant petit monstre              | 3:43  |
| 5.  | Les spécialistes (avec April March) | 3:38  |
| 6.  | Sinatra                             | 3:52  |
| 7.  | Les beaux yeux de Laure             | 4:08  |
| 8.  | Juste avant l'amour                 | 3:42  |
| 9.  | Les amies de Mélanie                | 4:01  |
| 10. | Lili Shanghaï (avec Jin Xing)       | 4:10  |
| 11. | Entre cafard et bourdon             | 1:22  |
| 12. | Love is a gift (avec Joe Reynolds)  | 0:59  |
| 13. | Fuyons                              | 3:21  |

## Classements
| Classement (2003)            | Meilleure position |
| ---------------------------- | ------------------ |
| France (SNEP)                | 20                 |
| Belgique (Wallonie Ultratop) | 12                 |